# Michèle Torr
Michèle Torr (Pertuis, Vaucluse, 7 april 1947) is een Franse zangeres.
In 1964 had ze een hit met Dans mes bras, oublie ta peine. Twee jaar later trad ze voor het groothertogdom Luxemburg aan op het Eurovisiesongfestival met het lied Ce soir je t'attendais; hiermee werd ze tiende.
Elf jaar later nam ze opnieuw deel, dit keer voor Monaco met het lied Une petite française; dit bracht haar meer succes: een vierde plaats. In 1978 verkocht ze 3 miljoen platen van Emmène-moi danser ce soir.
In februari 1980 stond ze voor het eerst in de L'Olympia in Parijs.
Haar cd's verkopen nog steeds goed.

## Boeken
- 1999 - La Cuisine (provençale) de ma mère
- 2005 - la Couleur des mots (autobiografie)